# ゆうたろう (モデル)
ゆうたろう（1998年〈平成10年〉6月3日 - ）は、日本の男性俳優、モデル。
広島県広島市中区出身、アソビシステム所属。

## 経歴
大阪府に本店を持つアパレルショップ「サントニブンノイチ」が期間限定で地元の広島県で開いた店に行ってみたところ、その世界観に衝撃を受ける。そこでオーナーにスカウトされ、大阪本店で働くようになる。2016年、たまたま上京したときに竹下通りを歩いていたところ、バラエティ番組『マツコ会議』のスタッフに声をかけられ、1月23日放送回に出演。同ショップの原宿店店員のむゆあと共に取り上げられ、話題となる。その後、アソビシステムと契約を結び、2月21日放送回の『行列のできる法律相談所』の出演を機に本格的な芸能界デビューを果たした。
2017年3月、舞台『初恋モンスター』で、舞台初出演を果たす。11月、NHK Eテレ『おじゃる丸スペシャル アニメじゃないでおじゃる?』でドラマ初出演で初主演。
2018年9月、映画『3D彼女 リアルガール』で映画初出演。
2021年2月、TOKYO MX『青きヴァンパイアの悩み』で桐山漣とダブル主演を務め、ドラマ初主演。
2022年12月、映画『僕らはみーんな生きている』で映画初主演。

## 人物
姉が2人、妹が1人いる。2016年の情報サイトV.I.P. Pressとモデルプレスとのインタビューによると、今までちゃんと誰かを好きになったことがないが、年上の女性に魅力を感じている。自分の母親が大好きなため、タイプの女性は「お母さんのような方」。恋愛対象は「男女どちらでもなく」、最初に恋をしたのは小学6年生の時、相手は東京からの転校生であった。自分が非常に痩せ形であることから、太っていることをコンプレックスに思っておらず、肌を露出しているような明るいぽっちゃりな人が好きで、芸能人でいうと渡辺直美や森三中の大島美幸。また力士も好きだという。憧れの人物はモデルのローラで、「女性の理想像」と語っている。
また、男性の推しは八木勇征である。
小さいときは控えめな性格であった。中学時代には2、3年間ほとんど学校に通っていないかった。中学卒業後、高校へは進学せず洋食屋で働いていた。家から出るときはマスクを付けないと出られないくらい自分の顔が嫌いで、そんな時に姉に化粧を教えてもらったのがきっかけで、自分でも化粧をするようになった。

## 出演

### テレビ番組
- ニコニコ生放送 ゆうたろうのゆるっと外配信（ニコニコ動画、2016年4月 - ）
- AbemaTVナビ金曜（AbemaTV、2016年10月 - ）[12]
- Rの法則（NHK Eテレ、2016年10月 - 2018年4月） R’s 8期生[13]
- SNSポリス（テレビ東京、2018年4月 - ）中二
- みんなの卒業式（NHK、2020年3月24日）
- ポップイン!クラフト（NHK Eテレ、2021年4月 - 2024年3月）MC
- ビットワールド（NHK Eテレ、2024年4月 - ）番組内コーナー「ゴースタグラマーナーナ」

### テレビドラマ
- おじゃる丸スペシャル アニメじゃないでおじゃる?（2017年11月3日、NHK Eテレ） - 主演・おじゃる丸 役
- KBOYS（2018年10月11日 - 12月13日、朝日放送テレビ） - 山本雅 役[14]
- ゆうべはお楽しみでしたね（2019年1月9日 - 2月13日、TBS・毎日放送） - 外山 役[15]
- シャーロック（2019年10月7日 - 12月16日、フジテレビ） - レオ 役[16]
  - シャーロック 特別編（2019年12月23日）
- 来世ではちゃんとします 第4話 - 最終話（2020年1月30日 - 3月26日、テレビ東京） - 栗山凪 役[17]
  - 来世ではちゃんとします2（2021年8月11日 - 9月29日）[18][19]
  - 来世ではちゃんとします お正月初夢SP（2022年1月1日）[20]
  - 来世ではちゃんとします3（2023年1月5日 - 3月23日）[21]
- 死にたい夜にかぎって 第1話・第5話（2020年2月26日・3月25日、TBS・毎日放送） - 高橋 役
- シックスティーン症候群（2020年7月28日 - 9月15日、フジテレビ） - 櫻井直 役[22]
- 30歳まで童貞だと魔法使いになれるらしい（2020年10月8日 - 12月24日、テレビ東京） - 綿矢湊 役[23]
- 竹内涼真の撮休 第7話（2020年12月19日、WOWOW） -  辻 役
- 青きヴァンパイアの悩み（2021年2月8日 - 3月29日、TOKYO MX） - 主演・紫藤葵 役（桐山漣とW主演）
- 絶対BLになる世界VS絶対BLになりたくない男（CSテレ朝チャンネル1） - 綾人 役
  - シーズン1（2021年3月27日）[24]
  - シーズン2（2022年3月20日）[25]
- ウソかホントかわからない やりすぎ都市伝説 ザ・ドラマ「心霊ストリートビュー」（2021年4月7日、テレビ東京）- 主演・タカシ 役[26]
- 連続テレビ小説 おかえりモネ（2021年7月5日、NHK） - 原宿のショップ店員 役（本人役）[27]
- ガル学。〜ガールズガーデン〜 page07（2021年8月25日、テレビ東京） - タクミ 役
- 古見さんは、コミュ症です。（2021年9月6日 - 11月1日、NHK総合） - 長名なじみ 役[28]
- 仮面ライダーリバイス 第7話（2021年10月17日、テレビ朝日） - 前園仁志 役
- 鹿楓堂よついろ日和 第2話（2022年1月22日、テレビ朝日） - 柴野亮平 役[29]
- ダメな男じゃダメですか? 第1話・第3話（2022年2月3日・17日、テレビ東京） - よっしー 役
- 明日、私は誰かのカノジョ（2022年4月13日 - 6月29日、毎日放送・TBS） - 翼 役[30]
- カナカナ（2022年5月18日 - 6月30日、NHK総合） - 船村 役
- ばかやろうのキス（2022年8月6日 - 9月3日、日本テレビ） - 小佐田慶太 役[31]
- 完全に詰んだイチ子はもうカリスマになるしかないの（2022年11月2日 - 12月21日、テレビ東京） - トキオ 役
- 東京の雪男（2023年2月4日 - 3月4日、NHK Eテレ） - 加鹿宗隆 役[32]
- 全ラ飯（2023年4月14日 - 6月29日、関西テレビ） - 三木真尋 役[33]
- 何かおかしい2 第11話（2023年6月14日、テレビ東京） - リスナー 役
- なれの果ての僕ら（2023年6月28日 - 9月13日、テレビ東京） - 橘公平 役[34]
- Link!（2023年10月7日 -  12月1日、CBCテレビ） - 山崎悟 役[35]
- 婚活1000本ノック 第2話（2024年1月24日、フジテレビ）- マスクマン / 和泉海斗 役
- 3年C組は不倫してます。（2024年10月2日 - 12月18日、日本テレビ） - 須藤奏多 役[36]
- めんつゆひとり飯2（2024年10月2日 - 12月25日、BS松竹東急） - 本出克雄 役[37]
- D&D〜医者と刑事の捜査線〜 第5話（2024年11月15日、テレビ東京） - 大城陸 役[38]
- ノロイヲアゲル（2025年1月5日 - 3月30日、テレビ東京） - 馬場健太 役[39]
- あらばしり 第2話（2025年1月17日、読売テレビ） - 姫野泰希 役[40]
- ギャン泣きくん（2025年6月26日〈予定〉 - 、中京テレビ・日本テレビ）[41]
- おっさんのパンツがなんだっていいじゃないか!SP（2025年6月28日、東海テレビ・フジテレビ） - 山本 役[42]

### 配信ドラマ
- 僕なら、泣かせたりしない（2019年2月18日 - 3月29日 共15話、SNSドラマ） - 那由多 役
- フォローされたら終わり（2019年10月27日 - 12月15日、AbemaTV） - 上田太陽 役[43]
- FOLLOWERS（2020年2月27日配信、Netflix） - ノリくん 役
- 湘南純愛組!（2020年2月28日配信、Amazon Prime Video） - 鎌田薫 役[44]
- 病室で念仏を唱えないでください〜サトリ研修医・田中玲一〜（2020年3月6日配信、Paravi（パラビ）） - 山内 役
- シックスティーン症候群（2020年6月19日 - 8月6日、FOD） - 櫻井直 役[45]
- 来来来世でもちゃんとします 第6.5話（2021年9月8日、Paravi） - 栗山凪 役[46]
- イケMEN！～3分だけのキュン彼氏～（2021年11月11日配信開始、Spotify、オーディオドラマ） - ヤマト 役[47]
- 絶対BLになる世界VS絶対BLになりたくない男 2024（2024年4月23日、Lemino） - 綾人 役[48][49]

### 映画
- 3D彼女 リアルガール（2018年9月14日、ワーナー・ブラザース映画） - 伊東悠人 役[50]
- かぐや様は告らせたい〜天才たちの恋愛頭脳戦〜（東宝） - 田沼翼 役[51]
  - かぐや様は告らせたい〜天才たちの恋愛頭脳戦〜（2019年9月6日）
  - かぐや様は告らせたい〜天才たちの恋愛頭脳戦〜ファイナル（2021年8月20日） - 友情出演
- 殺さない彼と死なない彼女（2019年11月15日、KADOKAWA・ポニーキャニオン） - 宮定八千代 役[52]
- ツナガレラジオ〜僕らの雨降Days〜（2021年2月11日、ポニーキャニオン） - ディジェ 役[53]
- FUNNY BUNNY（2021年4月29日、FUNNY BUNNY製作委員会） - 田所修 役[54]
- サマーフィルムにのって（2021年8月6日、ファントム・フィルム） - 隼人 役[55]
- チェリまほ THE MOVIE～30歳まで童貞だと魔法使いになれるらしい～（2022年4月8日、アスミック・エース） - 綿谷湊 役[56][57]
- 僕らはみーんな生きている（2022年12月16日、yucca） - 主演・宮田駿 役[58]
- Love Will Tear Us Apart（2023年8月19日、Vandalism） - 北川蒼汰 役[59][60]
- 新米記者トロッ子 私がやらねば誰がやる!（2024年8月9日、東映ビデオ / SPOTTED PRODUCTIONS） - 田島 役[61]
- 映画 おっさんのパンツがなんだっていいじゃないか!（2025年7月4日、ギャガ） - 山本 役[62]

### Webアニメ
- Artiswitch（2021年） - アキヒロ 役[63]

### 舞台
- TEEN×TEEN THEATER『初恋モンスター』（2017年3月3日 - 12日、品川プリンスホテル クラブeX） - 篠原耕太 役
- Live Musical「SHOW BY ROCK!!」〜THE FES II-Thousand XVII〜（2017年5月11日 - 13日、品川プリンスホテル ステラボール ） - リク 役
  - Live Musical「SHOW BY ROCK!!」－深淵のCrossAmbivalence－（2017年10月19日 - 29日、AiiA 2.5 Theater Tokyo）
  - Live Musical｢SHOW BY ROCK!!｣〜THE FES 2018〜（2018年6月26日・27日、Zepp DiverCity）
  - Live Musical｢SHOW BY ROCK!!｣―狂騒のBloodyLabyrinth―（2018年8月30日 - 9月17日、天王洲 銀河劇場 他）[注釈 1]
- 舞台「ひらがな男子」（2018年7月20日 - 29日、AiiA 2.5 Theater Tokyo）- こ 役[64]
- 舞台「みみばしる」（2019年2月6日 - 2月17日、本多劇場、2月23日 - 24日、久留米座、3月1日 - 3月3日、近鉄アート館）- 澤 役
- マーダーミステリーシアター「演技の代償」Replay（2021年7月17日、配信） - 暁零士 役[65]
- 舞台「桜文」（2022年9月5日 - 25日、PARCO劇場、10月1日・2日、COOL JAPAN PARK OSAKA WWホール、10月5日、名古屋文理大学文化フォーラム、10月8日、サントミューゼ） - 仙太 / 霧野一郎 役[66]
- TEAM NACS Solo Project 5D2 -FIVE DIMENSIONS II- 戸次重幸『幾つの大罪〜How many sins are there？〜』（2023年4月15 - 23日、東京：EX THEATER ROPPONGI / 4月28日 - 30日、大阪：森ノ宮ピロティホール / 5月5日 - 7日、札幌：カナモトホール） - 別部麗斗 役
- トレインライドシアター「このレールはドラマチック」（2023年11月19日・23日、東京都23区内）[67]
- リーディングシアター シャーロック・ホームズシリーズ「緋色の研究」「四つの署名」（2024年5月11日、サンシャイン劇場）[68]
- OFFICE SHIKA CHILDHOOD「クマのプーとアクマのゾゾ」（2025年4月10日 - 20日、座・高円寺1）[69]
- 朗読劇「したいとか、したくないとかの話じゃない」2025（2025年5月23日 - 25日、渋谷区文化総合センター大和田 さくらホール） ※映像出演[70]

### MV
- そらる「ユーリカ」（2019年）[71]

## 作品
書籍
- 僕だよ。（学研プラス、2016年6月28日）ISBN 978-4-05-406463-8

配信限定シングル
- KBOYS BFcamp from KBOYS名義 (2018年11月28日)

## 受賞歴
- 2016年 LINE Blog of the Year 2016 ブログ新人賞[72]
- 2016年 渋谷ストリート・ベストドレッサー賞 原宿ストリート部門[73]